# Зоннляйтнер, Марио
Марио Зоннляйтнер (нем. Mario Sonnleitner; родился 8 октября 1986 года, Форау, Австрия) — австрийский футболист, защитник клуба «Хартберг».

## Клубная карьера

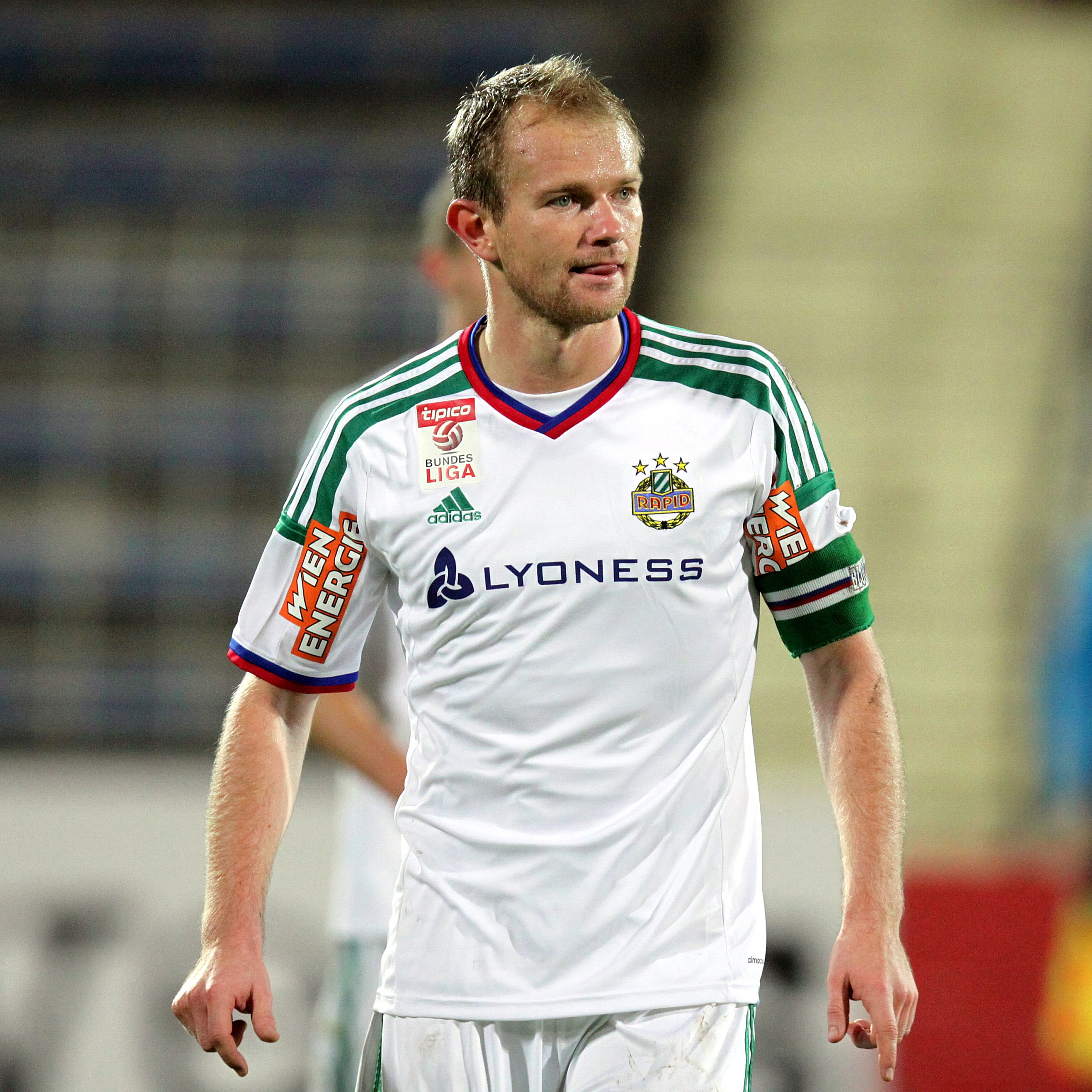
Зоннляйтнер в составе «Рапида»

Зоннляйтнер начал профессиональную карьеру в клубе ГАК. В 2004 году для получения игровой практики Марио на правах аренды перешёл в «Капфенберг». После возвращения из аренды он дебютировал за основной состав ГАК в австрийской Бундеслиге. В 2007 году Зоннляйтнер перешёл в «Штурм», в составе которого в 2009 году стал обладателем Кубка Австрии. 3 декабря в матче Лиги Европы против бухарестского «Динамо» он отметился забитым голом.
Летом 2010 года Зоннляйтнер на правах свободного агента подписал соглашение со столичным «Рапидом». 18 июля в матче против «Ваккера» он дебютировал за новый клуб. 22 августа в поединке против «Маттерсбурга» Марио забил свой первый гол за «Рапид».

## Достижения
Командные
 «Штурм»
- Обладатель Кубка Австрии — 2009/2010